# Jednov

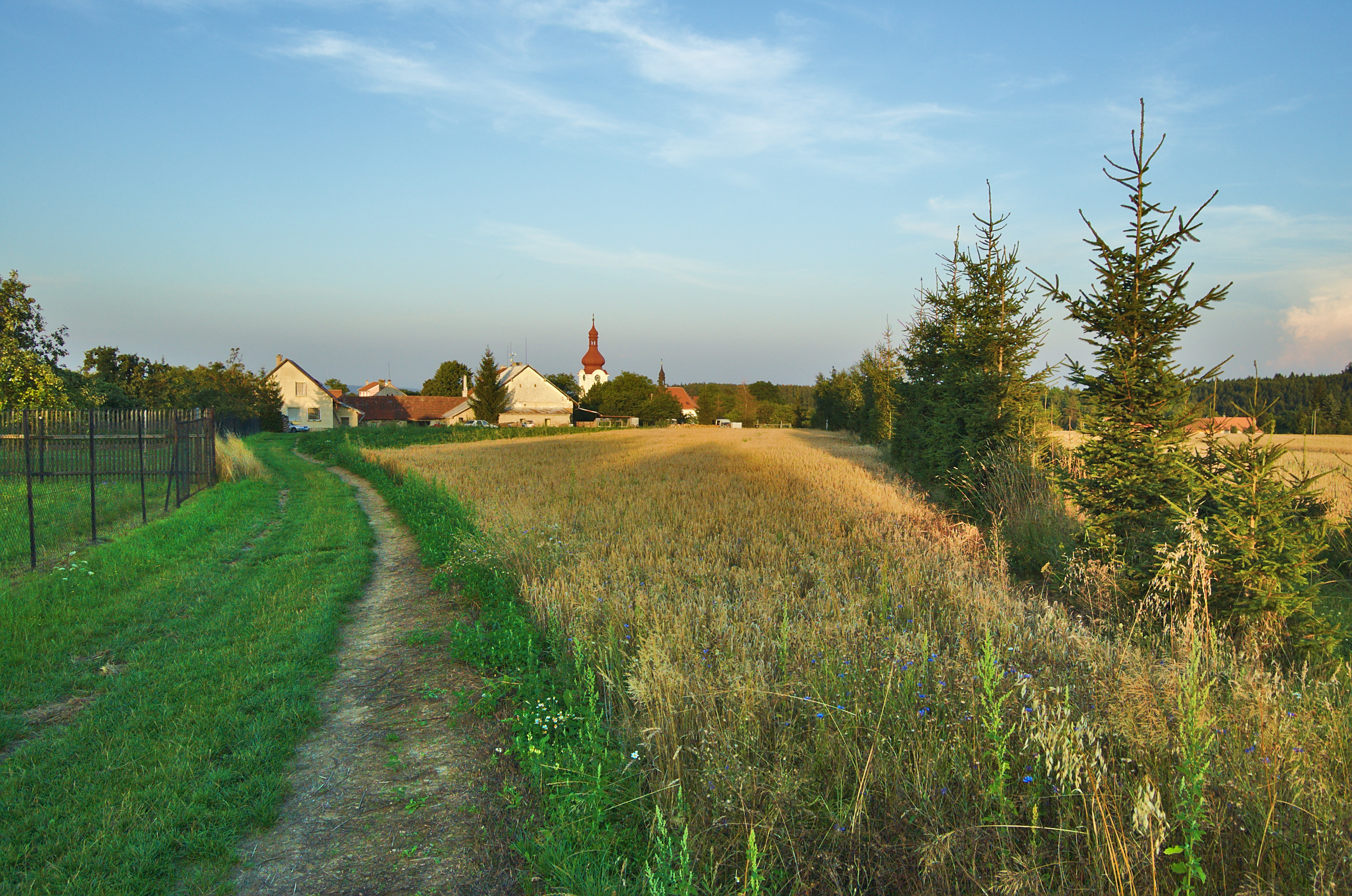
Ortsansicht von Westen

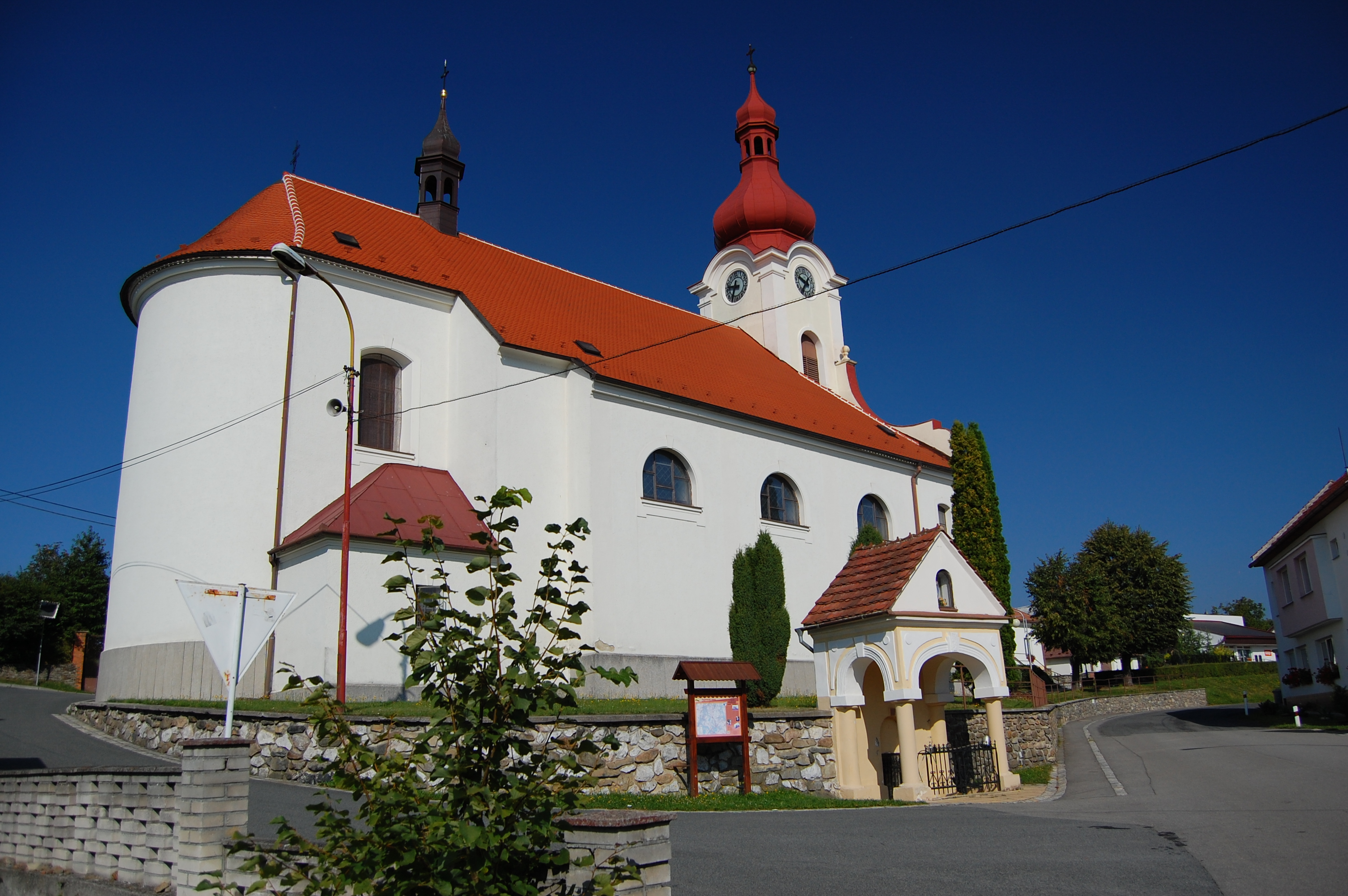
Wallfahrtskirche Mariä Heimsuchung

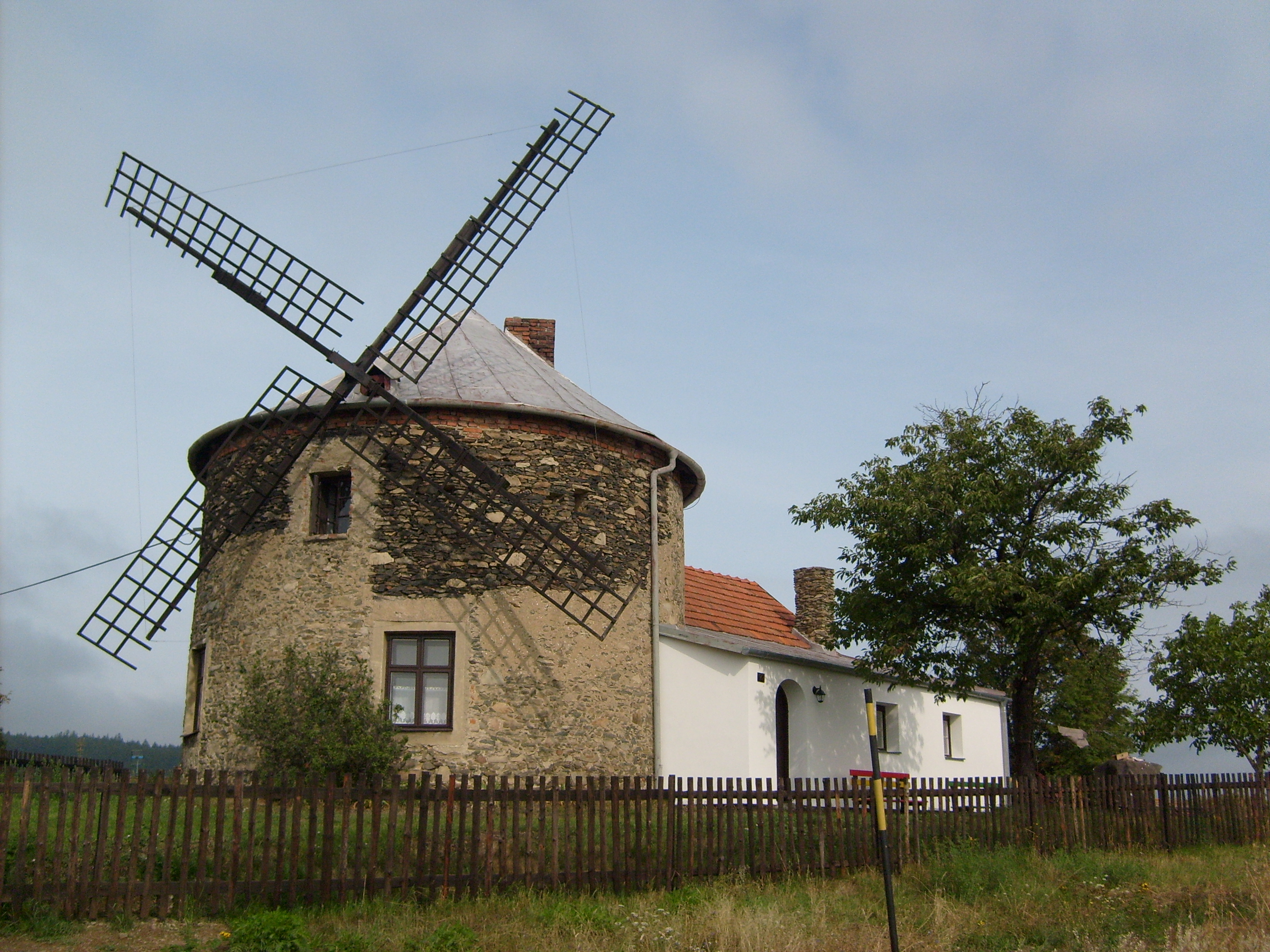
Windmühle

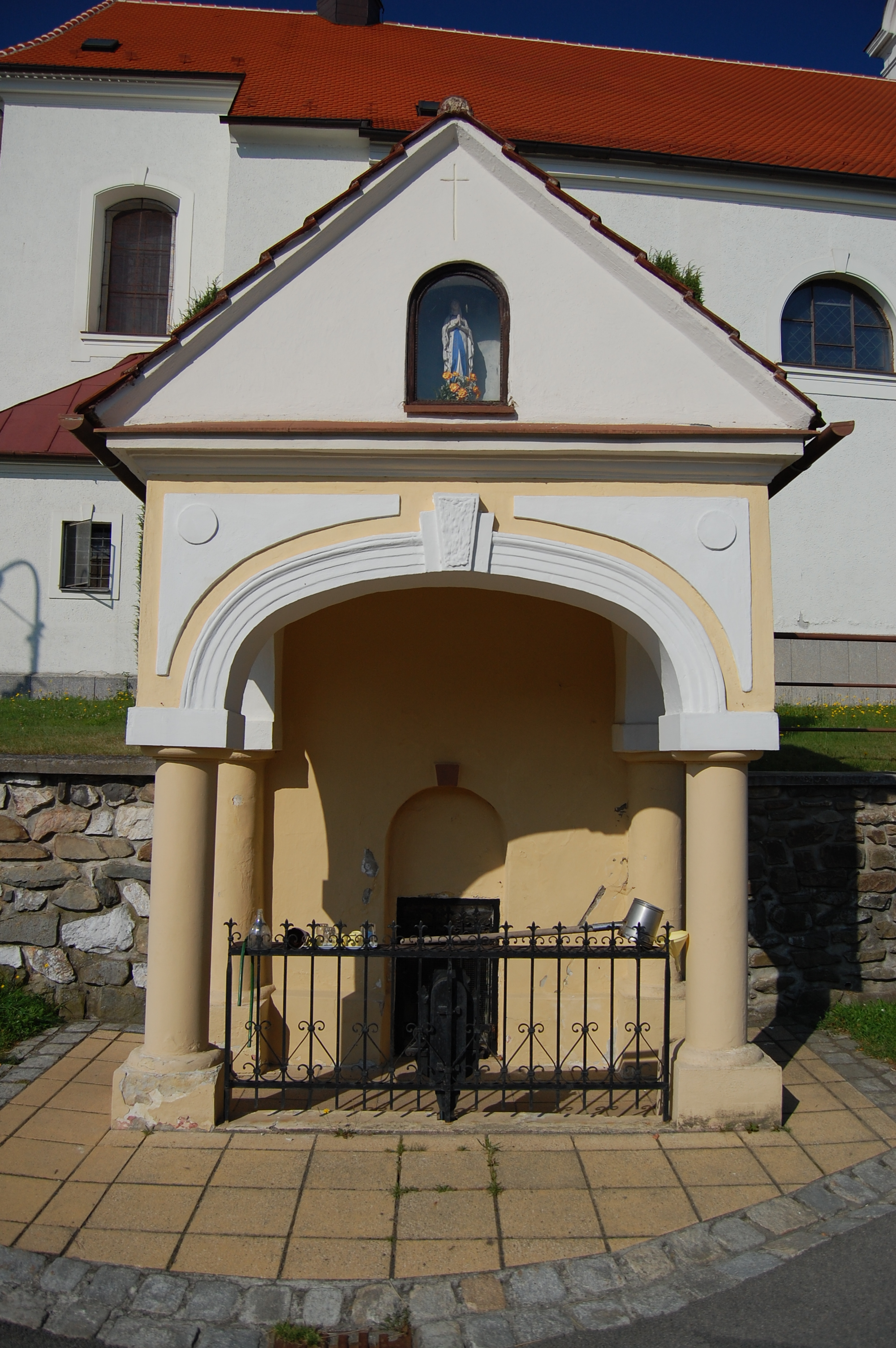
Wasserkapelle vor der Kirche

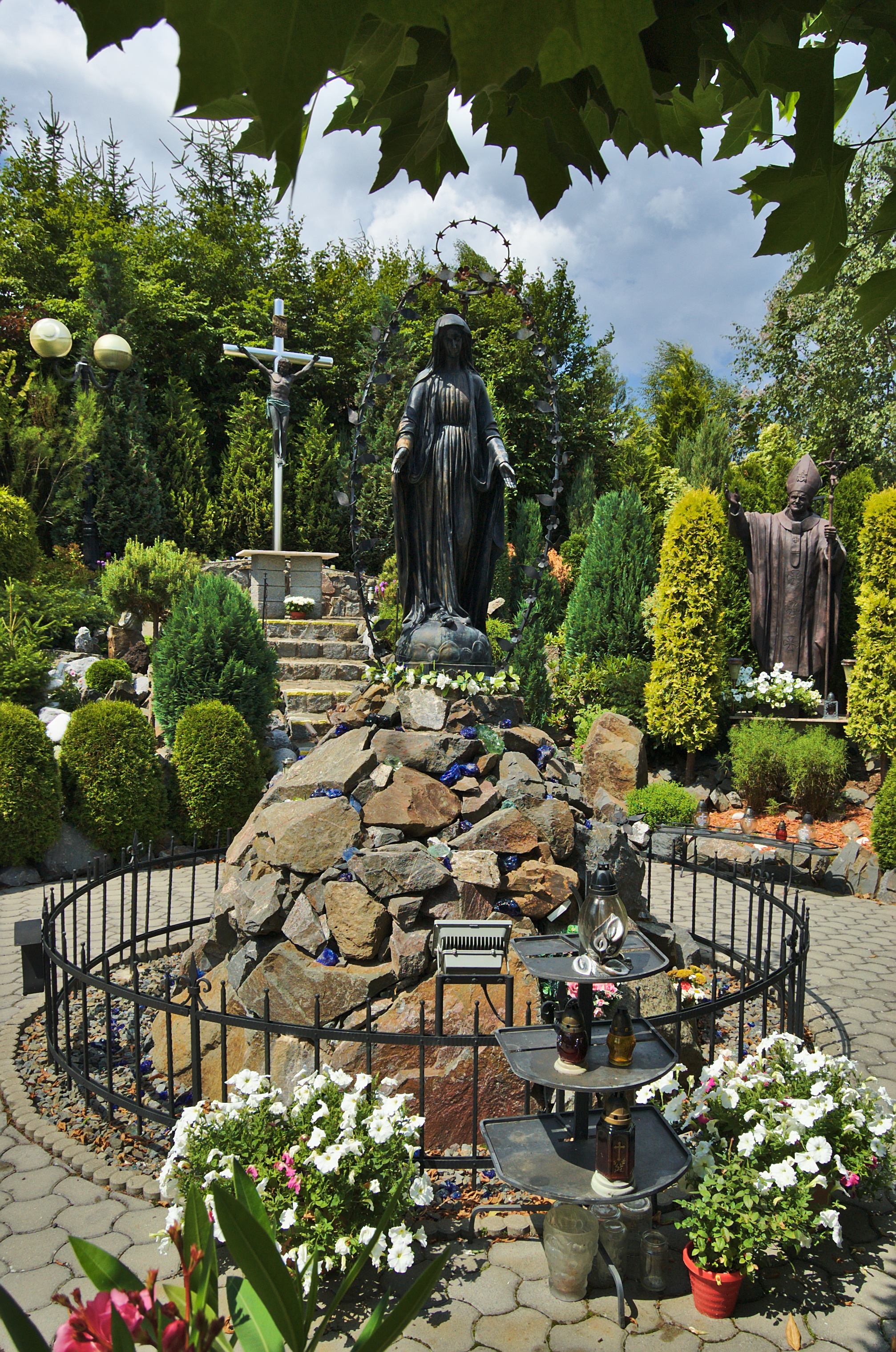
Mariengarten

Jednov (deutsch Ainsersdorf) ist ein Ortsteil der Gemeinde Suchdol in Tschechien. Er liegt fünf Kilometer südlich von Konice und gehört zum Okres Prostějov. Jednov ist Sitz der Gemeindeverwaltung Suchdol.

## Geographie
Jednov befindet sich linksseitig über dem Tal des Baches Brodecký potok in einem kleinen Seitental auf der Brodeker Hochfläche im Drahaner Bergland. Südlich erhebt sich der Čeharlí (603 m. n.m.), im Nordwesten die Skalka (595 m. n.m.) und die Hrubá skála (603 m. n.m.).
Nachbarorte sind Runářov im Norden, Veselá, Křemenec und Čunín im Nordosten, Klárky und Suchdol im Osten, Ptenský Dvorek, Ptení, Nové Ptení und Pohodlí im Südosten, Seč und Hrochov im Süden, Pavlov, Benešov und Kořenec im Südwesten, Dešná und Labutice im Westen sowie Lhota u Konice im Nordwesten.

## Geschichte
In der ersten Hälfte des 18. Jahrhunderts befand sich an der Stelle des Dorfes eine Waldlichtung, die dem Gut Ptin mit Sugdol als Weide für die herrschaftlichen Schweine diente. Am Rande der Lichtung entstanden einige Chaluppen für das Gesinde der beiden Sugdoler Meierhöfe. Wegen des Wassermangels hatte die einzige kleine Quelle Svatá voda für die Bewohner große Bedeutung und ihr wurde auch Heilkraft nachgesagt. Der Müller Martin Kroutil ließ die Brunnenstube reparieren und errichtete darüber eine kleine Marienkapelle. 1757 erwarb das Olmützer Klarissenstift St. Klara das Gut Ptin mit Sugdol. Die Klarissen ließen 1763 die Kapelle durch eine größere Wallfahrtskapelle ersetzen und verkauften einige Grundstücke, auf denen ein Gasthaus für die Pilger und weitere Häuser entstanden. Der so entstandene Weiler wurde als Nova villa Suchdolensis (Sugdoler Neudorf), in den Konitzer Matriken auch als Parva villa Suchdol (Klein Sugdol) bezeichnet. Das Stift setzte 1765 in Sugdol einen Geistlichen ein, der im Sugdoler Meierhof wohnte, in der Kapelle den Gottesdienst abhielt und mit einer Pfründe bestiftet war.
Nach der Aufhebung des Stiftes St. Klara im Jahre 1782 fiel das Gut Ptin mit Sugdol dem Religionsfonds zu. 1784 erfolgte die Errichtung einer Pfarrkuratie und die Gründung einer Pfarrschule; der Unterricht fand mangels eines Schulhauses im Sugdoler Meierhof statt. Die Führung der Kirchenbücher begann 1785. Zwischen 1785 und 1786 wurden sowohl der Sugdoler Neuhof als auch der Sugdoler Hof aufgelöst und im Zuge der Raabisation auf deren parzellierten Fluren Häuslerstellen angelegt. Linksseitig des Fahrweges nach Deutsch Brodek entstand auf den Neuhöfer Gründen eine lange Häuslerzeile (Pořadí), ebenso wurden die Fluren zwischen dem Sugdoler Neudorf und dem Abzweig nach Deutsch Brodek bebaut. Das so entstandene Dorf wurde zunächst nur mit U Kaple (Bei der Kapelle) bezeichnet und im Jahre 1800 nach dem Gubernialrat Matthias Freiherr von Ainser mit Einsersdorf benannt. Später wurde der Ortsname in Ainsersdorf korrigiert. Die neuen mährischsprachigen Siedler übersetzten den Namen des Dorfes in Gednow. Ainsersdorf bildete eine eigene Gemeinde, das Ortssiegel zeigte eine hügelige Waldlandschaft, ein Marienbild und die Ziffer „1“. Im Jahre 1803 wurde das Schulhaus fertiggestellt. Die Kapelle wurde 1806–1809 zur Kirche erweitert. Auf der Grundlage des Sugdoler Kirchenvertrags von 1806 erfolgte 1809 nach Vollendung der neuen Ainsersdorfer Kirchengebäude die Übertragung der Sugdoler Lokalpfründe nach Ainsersdorf. Die k.k. Staatsgüterveräußerungskommission verkaufte das Gut Ptin am 1. August 1825 meistbietend an Philipp Ludwig Graf Saint-Genois d’Aneaucourt (1790–1857).
Im Jahre 1835 bestand das im Olmützer Kreis gelegene Dorf Ainsersdorf bzw. Gednow aus 43 Häusern mit 277 mährischsprachigen Einwohnern. Erwerbsquellen bildeten die Landwirtschaft und die Leinweberei. Unter herrschaftlichen Patronat standen die dem Dekanat Czech zugeordnete Lokalie, die Kirche Mariä Himmelfahrt und die Schule. Außerdem gab es im Ort ein Wirtshaus. Nach Ainsersdorf eingeschult waren Hrochow, Klaradorf, Schwanenberg und Sugdol. Ainsersdorf war Pfarrort für Hrochow, Klaradorf, Schwanenberg, Sugdol, Setsch und Lipowa; der Amtsort war Alt Ptin. 1843 wurde die Lokalie Ainsersdorf von der Pfarrei Konitz abgetrennt und zur Pfarrei erhoben. Bis zur Mitte des 19. Jahrhunderts blieb Ainsersdorf der Allodialherrschaft Ptin untertänig.
Nach der Aufhebung der Patrimonialherrschaften bildete Jednov / Ainsersdorf ab 1849 einen Ortsteil der Gemeinde Suchdol / Sugdol im Gerichtsbezirk Konitz. Ab 1869 gehörte Jednov zum Bezirk Littau; zu dieser Zeit hatte das Dorf 319 Einwohner und bestand aus 46 Häusern. Moritz Graf Saint-Genois d’Aneaucourt, der die Grundherrschaft Ptin 1857 von seinem Vater geerbt hatte, verkaufte sie 1878 an Fürst Johann II. von Liechtenstein. Ab 1881 wurde eine Zeitlang Ainserov als tschechischer Ortsname verwendet. Im Jahre 1900 hatte Jednov 342 Einwohner, 1910 waren es 357. 1911 entstand ein neues Schulgebäude. Seine Finanzangelegenheiten verwaltete der Ortsteil noch bis zum Ersten Weltkrieg selbständig. Nach dem Ersten Weltkrieg zerfiel der Vielvölkerstaat Österreich-Ungarn, das Dorf wurde 1918 Teil der neu gebildeten Tschechoslowakischen Republik.
Beim Zensus von 1921 lebten in den 52 Häusern von Jednov 339 Personen, davon 335 Tschechen und vier Deutsche. 1930 bestand Jednov aus 56 Häusern und hatte 316 Einwohner. Nach dem Münchner Abkommen verblieb das Dorf 1938 bei der Tschechoslowakei; westlich und nördlich verlief die Grenze zum Deutschen Reich. Von 1939 bis 1945 gehörte Jednov / Ainsersdorf zum Protektorat Böhmen und Mähren. 1950 lebten 279 Menschen in Jednov. Im Zuge der Gebietsreform von 1960 wurde der Okres Litovel aufgehoben und Labutice dem Okres Prostějov zugeordnet. Beim Zensus von 2001 lebten in den 82 Häusern von Jednov 214 Personen.

## Ortsgliederung
Zu Jednov gehören die Ortslagen Jednovský Mlýn, Pořadí und Žleb.
Der Ortsteil ist Teil des Katastralbezirkes Suchdol u Konice.

## Sehenswürdigkeiten
- Barocke Wallfahrtskirche Mariä Himmelfahrt, die 1763–1765 errichtete Wallfahrtskapelle wurde in den Jahren 1806–1809 durch Anbau des Schiffes zur Kirche erweitert. Zwischen 1905 und 1910 erfolgte der Aufbau eines neuen Turmes. In Nischen der Fassade befinden Statuen der hll. Franz von Assisi und Benedikt. Die Hauptwallfahrt findet am ersten Julisonntag statt.[3]
- Wasserkapelle Svatá voda neben der Kirche, von der Quelle unter dem Altar der Kirche wird das Wasser zur Wasserkapelle geleitet.
- Pfarrhaus
- Mariengarten mit Statuen der Jungfrau Maria und Papst Johannes Paul II., geschaffen 2005
- Turmwindmühle, sie wurde 1842 aus Bruchsteinen errichtet. Durch einen Sturmschaden im Jahre 1931 war sie nicht mehr funktionsfähig. Da der letzte Müller die veranschlagten Reparaturkosten von knapp 14.000 Kčs nicht aufbringen konnte, verkaufte er die Mühle 1933. Im Jahre 1952 erfolgte der Umbau zum Wohnhaus. Heute dient die Windmühle als privates Ferienhaus, das Flügelkreuz ist eine funktionslose Imitation.[4]
- Gedenkstein für die Gefallenen des Ersten Weltkrieges
- Mehrere Flurkreuze